# Erik Rhodes
Erik Rhodes (geboren als Ernest Sharpe; El Reno, 10 februari 1906 – Oklahoma City, 17 februari 1990) was een Amerikaans film- en theateracteur en zanger. Hij is vooral bekend van zijn rollen in de Hollywoodmusicals The Gay Divorcee (1934) en Top Hat (1935), waarin hij samen te zien was met het destijds populaire dansduo Fred Astaire en Ginger Rogers.

## Biografie
Rhodes werd geboren in El Reno, dat destijds nog bij het Indianenterritorium hoorde. In 1928 maakte hij zijn debuut als acteur in het Broadwaystuk A Most Immoral Lady (1928). Hierna volgden twee musicals; The Little Show en Hey Nonny Nonny! In deze toneelstukken speelde Rhodes nog onder zijn echte naam, Ernest Sharpe. Toen hij een rol kreeg in Gay Divorce gebruikte hij voor het eerst de naam Erik Rhodes. In deze serie speelde hij een stereotype Italiaan.
Rhodes optreden in Gay Divorce werd opgemerkt door de RKO, die hem aanbood naar Hollywood te komen om dezelfde rol ook te vertolken in een verfilming van het toneelstuk; The Gay Divorcee (1934).
Rhodes’ laatste film voor de Tweede Wereldoorlog was On Your Toes (1939). Tegen het einde van de oorlog was Rhodes op sociaal gebied erg actief in New York. Hij werd vaak samen gezien met baron Nicolas de Gunzburg.
Tussen 1947 en 1964 trad Rhodes weer op in Broadway in stukken als The Great Campaign, Dance Me a Song, Collector's Item, Shinbone Alley, Jamaica, How to Make a Man, en A Funny Thing Happened on the Way to the Forum. In Can-Can introduceerde hij het lied Come Along With Me, een van de bekendste composities van Cole Porter.
In 1972 trouwde Rhodes met Emala. Samen woonden ze tot de vroege jaren 80 in Manhattan. Rhodes bleef tot 1976 actief als acteur.
Rhodes stierf op 84-jarige leeftijd aan een longontsteking.

## Filmografie

### Films
- The Gay Divorcee (1934)
- Give Her a Ring (1934)
- Top Hat (1935)
- Another Face (1935)
- Old Man Rhythm (1935)
- The Nitwits (1935)
- A Night at the Ritz (1935)
- Charlie Chan In Paris (1935)
- Chatterbox (1936)
- Smartest Girl in Town (1936)
- Second Wife (1936)
- One Rainy Afternoon (1936)
- Special Investigator (1936)
- Chatterbox (1936)
- Two in the Dark (1936)
- Beg, Borrow, or Steal (1937)
- Fight for Your Lady (1937)
- Music for Madame (1937)
- Woman Chases Man (1937)
- Criminal Lawyer (1937)
- Dramatic School (1938)
- Say It in French (1938)
- Mysterious Mr. Moto (1938)
- Meet the Girls (1938)
- The Canary Comes Across (1938)
- On Your Toes (1939)
- Hollywood The Golden Years: The RKO Story (1987)

### Televisie
- The Chevrolet Tele-Theatre "Mirage in Manhattan" (1948)
- Appointment with Adventure "Escape from Vienna" (1955)
- Perry Mason "The Case of the Violent Vest" (1961)

### Broadway
- A Most Immoral Lady (1928)
- The Little Show (1929)
- Hey Nonny Nonny! (1932)
- Gay Divorce (1932)
- The Great Campaign (1947)
- Dance Me a Song (1950)
- Collector's Item (1952)
- Can-Can (1953)
- Shinbone Alley (1957)
- Jamaica (1957)
- How to Make a Man (1961)
- A Funny Thing Happened on the Way to the Forum (1962)